# Ankara Cats 2009-2010
Questa voce raccoglie le informazioni riguardanti gli Ankara Cats nelle competizioni ufficiali della stagione 2009-2010.

## 1. Lig 2009-2010

### Stagione regolare
| 13 ottobre 2009 1ª giornata | Ankara Cats | 20 – 24 | ODTÜ Falcons |  |

| 25 ottobre 2009 2ª giornata | Gazi Warriors | 50 – 30 | Ankara Cats |  |

| 15 novembre 2009 3ª giornata | Istanbul Cavaliers | 32 – 6 | Ankara Cats |  |

| 13 dicembre 2009 4ª giornata | Hacettepe Red Deers | 0 – 8 | Ankara Cats |  |

| 21 febbraio 2010 5ª giornata | Istanbul Tigers | 1 – 0 | Ankara Cats |  |

| 6 marzo 2010 6ª giornata | Ankara Cats | 19 – 0 | Yıldız Stallions |  |

| 27 marzo 2010 7ª giornata | Ankara Cats | 12 – 36 | Boğaziçi Sultans |  |

### Playoff
| 10 aprile 2010 Wild Card | Boğaziçi Sultans | 24 – 22 | Ankara Cats |  |

## Statistiche di squadra
| Competizione      | %Vittorie | In casa | In casa | In casa | In casa | In casa | In casa | In trasferta | In trasferta | In trasferta | In trasferta | In trasferta | In trasferta | Totale | Totale | Totale | Totale | Totale | Totale |
| Competizione      | %Vittorie | G       | V       | N       | P       | Pf      | Ps      | G            | V            | N            | P            | Pf           | Ps           | G      | V      | N      | P      | Pf     | Ps     |
| ----------------- | --------- | ------- | ------- | ------- | ------- | ------- | ------- | ------------ | ------------ | ------------ | ------------ | ------------ | ------------ | ------ | ------ | ------ | ------ | ------ | ------ |
| Stagione regolare | .286      | 3       | 1       | 0       | 2       | 51      | 60      | 4            | 1            | 0            | 3            | 44           | 83           | 7      | 2      | 0      | 5      | 95     | 143    |
| Playoff           | .000      | 0       | 0       | 0       | 0       | 0       | 0       | 1            | 0            | 0            | 1            | 22           | 24           | 1      | 0      | 0      | 1      | 22     | 24     |
| Totale            | .250      | 3       | 1       | 0       | 2       | 51      | 60      | 5            | 1            | 0            | 4            | 66           | 107          | 8      | 2      | 0      | 6      | 117    | 167    |